# Józef Drzewiecki (lekarz)
Józef Drzewiecki (ur. 26 listopada 1860 w Smykowie, zm. 13 kwietnia 1907 w Warszawie) – polski lekarz, homeopata, publicysta, okultysta.

## Życiorys
Urodził się 26 listopada 1860 w Smykowie. Ukończył studia medyczne na Uniwersytecie Warszawskim.
Był ordynatorem kliniki terapeutycznej wydziałowej w Szpitalu św. Ducha w Warszawie. Od 1890 poświęcił się homeopatii, którą propagował. Był założycielem i prezesem Towarzystwa Zwolenników Homeopatii. Stworzył aptekę homeopatyczną, działającą na Nowym Świecie. Był zadeklarowanym wegetarianinem. Powołał pierwsze na ziemiach polskich Towarzystwo Jaroszów. Publikował broszury na temat homeopatii i zasady jarstwa. Pisał także rozprawy dotyczące medycyny, hipnotyzmu, okultyzmu, publikowane w obcojęzycznych czasopismach fachowych. Od 1895 redagował i wydawał pismo „Niwa Polska”.
Został postrzelony przez dwóch sprawców wychodząc z domu przy ulicy Smolnej. Ranny zdołał powrócić do domu, po czym był leczony. W wyniku odniesionych obrażeń zmarł 13 kwietnia 1907. Został pochowany na cmentarzu Powązkowskim w Warszawie (kwatera R-5-7/8). Zabójcy (Edward Friboldt, Stanisław Grell) zostali zatrzymani, wyjaśnili, że zostali wynajęci do zbrodni przez osobę trzecią (także aresztowaną) za kwotę 30 rubli zapłaty.